# Stanisław Chlebowski (1835–1884)
Stanisław Chlebowski herbu Poraj (ur. 1835 w Pokutyńcach na Podolu, zm. 1884 w Kowanówku) – polski malarz, podróżnik, kolekcjoner orientalnej broni i rzemiosła artystycznego. W malarstwie rozwijał estetykę orientalizmu, łącząc go z akademickim tematem peinture d'histoire.

## Życiorys
Rysunku uczył się w Odessie. W latach 1853–1859 studiował na Akademii Sztuk Pięknych w Petersburgu. Za obraz przedstawiający poselstwo kozackie na dworze Piotra Wielkiego otrzymał stypendium, które umożliwiło studia malarskie w Paryżu u Jeana-Léona Gérôme'a. Zwiedzał Hiszpanię, Włochy, Niemcy, Belgię. W latach 1864 (lub 1865)–1876 przebywał w Imperium Osmańskim i pracował dla dworu, a od 1870 roku pełnił funkcję nadwornego malarza sułtana Abdülaziza (Abdul-ul-Aziza) w Stambule. Współpraca władcy z artystą polegała na licznych zamówieniach obrazów batalistycznych, przedstawiających zwycięskie walki Turków z Rosjanami, Grekami i Austriakami. Namalował między innymi bitwę pod Warną i pod Mohaczem, sułtanów Mehmeda I, Murada IV oraz Sulejmana Wspaniałego. Równolegle Chlebowski pracował na zamówienie rodaków, między innymi Władysława Kościelskiego, który w latach 1865-1876 zamówił u niego obrazy Sobieski pod Wiedniem i Śmierć Władysława Jagiellończyka pod Warną.
Według współczesnych artyście krytyków oraz przekazów samego artysty, praca na sułtańskim dworze okazała się rozczarowaniem - miała polegać na malowaniu od rana do wieczora, pod dużą presją.  Chlebowski zmuszony był nanosić na swoje obrazy poprawki narzucane bezpośrednio przez Abdul-ul-Aziza. Antoni Zaleski, twórca wspomnień z wyprawy na wschód nazwał obrazy Chlebowskiego urzędowymi, nisko oceniając ich artystyczną jakość - w opinii współczesnych były one schematyczne, nie oddawały realiów historycznych i rzucała się w oczy ich reprezentacyjna funkcja. Podobnego zdania był sam artysta, wspominający to w wywiadzie dla „Czasu”. Zachowane w zbiorach muzealnych prace charakteryzuje biegłość techniczna i umiejętne stosowanie konwencji sztuki reprezentacyjnej, np. poprzez sposób ukazywania zwycięskiego władcy na białym koniu. Zarówno w dużych płótnach, jak w mniejszych studiach, Chlebowski z dużą dokładnością ukazywał dekoracje wschodnich wnętrz i fasad, ozdobne desenie i fakturę tkanin.  
Okoliczności pojawienia się artysty w Stambule nie są jasne. Podczas pobytu w Stambule, artysta nawiązał kontakty z Polakami, przebywającymi w stolicy Imperium Osmańskiego, między innymi z Sadykiem Paszą (Michałem Czajkowskim), Seferem Paszą (Władysławem Kościelskim) i Olgierdem Sabińskim, przedstawicielem belgijskiej firmy handlującej bronią. W latach 1866–1870 sprowadził tam swoją matkę i siostry, Kamilę, Ksawerę i Helenę, które następnie wróciły do Krakowa. W 1876 Stanisław Chlebowski przeniósł się do Paryża. W czasie, gdy miał tam pracownię, malował na sprzedaż liczne niewielkie studia o etnograficznym charakterze: przedstawienia wartowników, Bachi-Bazouków (żołnierzy z nieregularnych oddziałów armii tureckiej), żołnierzy albańskich (tzw. Arnautów lub Albańczyków), modlących muzułmanów, muzykantów i kobiet w ludowych ubiorach, posługując się konwencją zapożyczoną od Gérôme’a, od którego mógł przejąć upodobanie do skrupulatnego studium przedmiotów i wiernego odtwarzania motywów. 
Podczas pobytu z matką i siostrami w Krynicy poznał swoją przyszłą żonę, Marię z Mikułowskich, również malarkę-orientalistkę. Jej domniemany portret znajduje się w zbiorach Katolickiego Uniwersytetu Lubelskiego. W 1881 roku zamieszkali w Krakowie, dokąd dotarła również kolekcja ubiorów i militariów Chlebowskiego, przekazana przez spadkobierczynie artysty do zbiorów Muzeum Narodowego oraz Muzeum Techniczno-Przemysłowego w Krakowie. 
Po opuszczeniu dworu Abdul-ul-Aziza kontynuował w malarstwie wątki orientalne, posługując się w tworzeniu bronią i ubiorami, których sporą kolekcję zabrał ze sobą. W latach 70. powstały malarskie studia tych obiektów, znajdujące się obecnie w zbiorach Muzeum Narodowego w Krakowie. Studia te stanowiły przygotowanie do stworzenia wielkoformatowego dzieła Wjazd sułtana Mehmeda II do Konstantynopola, nieukończonej kompozycji o wysokości 500 cm i szerokości 1094 cm. Praca nad płótnem zbiegła się w czasie z współpracą z Władysławem Czartoryskim, opiekującym się rodzinną kolekcją, w latach 1870–1876 przemieszczającą się pomiędzy Paryżem a Krakowem, w związku z założeniem w Krakowie Muzeum. Czartoryski wypożyczał zbiory na różnego rodzaju wystawy, a Chlebowski pełnił wówczas rolę kuriera. Studia detali do wielkiego płótna uzyskały z czasem status niezależnych dzieł sztuki. Reprezentatywny dla tego momentu twórczości artysty jest zestaw 16 podarowanych Muzeum Narodowemu przez wdowę po artyście malarskich szkiców na płótnie i tekturze, powstałych w roku 1879. Pięć spośród namalowanych w tej serii obiektów zostało zidentyfikowanych jako dokumentacja zbiorów Czartoryskiego, głównie z tzw. „Skarbca Sieniawskich”. Są to: buława „hetmana Sieniawskiego”, siodło „po Lubomirskim”, dwa strzemiona, tarcza „po Sieniawskim” i szabla „po Sieniawskim”. Możliwe, że na pozostałych 11 obrazach znajdują się wizerunki obiektów zaginionych podczas II wojny światowej.   
Stanisław Chlebowski jest pochowany na cmentarzu Rakowickim w Krakowie w pobliżu grobowca Henryka Rodakowskiego (kwatera W).  
Reprodukcja ukazującego wschoni turban Studium do obrazu "Wjazd sułtana Mahometa II do Konstantynopola" ze zbiorów Muzeum Narodowego w Krakowie została w 2023 roku włączona do talii kart dodatku do gry Dixit, Dixit: MNK.

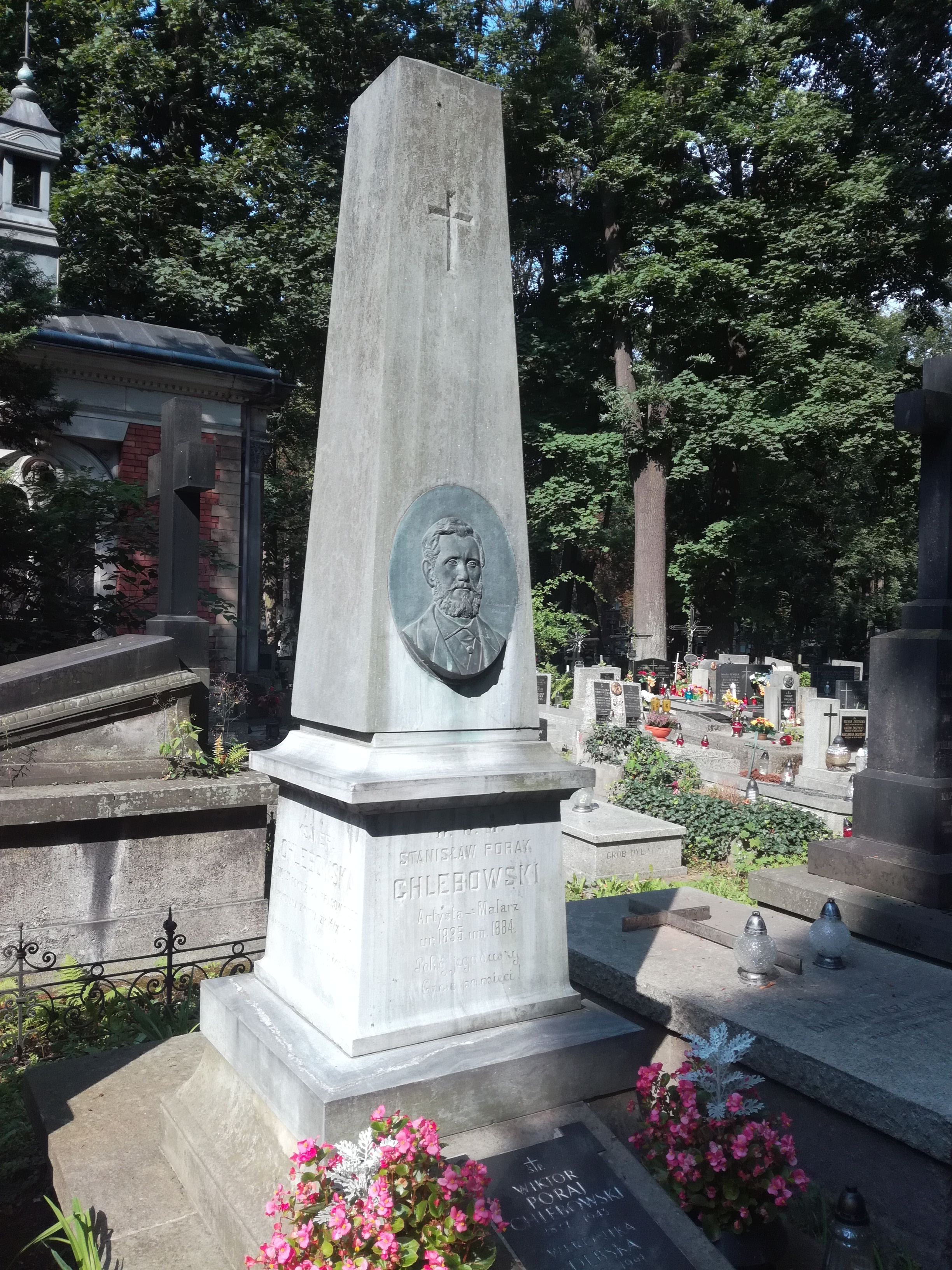
Grób Stanisława Chlebowskiego na cmentarzu Rakowickim w Krakowie

## Znane dzieła
- Poselstwo kozackie u Piotra Wielkiego (1859), obraz namalowany podczas nauki w Petersburgu
- Śmierć księcia Orange (1861)
- Joanna d’Arc w więzieniu w Amiens (1864), kupiony przez cesarza Napoleona III dla miasta Bar-le-Duc[2],  Château des ducs de Bar, Bar-le-Duc
- Kochanowski przy zwłokach Urszuli (Le Poète polonais Jean Kochanowski pleurant la mort de sa fille Ursule), olej na płótnie, 1835-1873, Musée d’Orsay
- Sobieski pod Wiedniem, olej na płótnie, między 1865-1876, Muzeum Narodowe w Krakowie
- Śmierć Władysława Warneńczyka pod Warną, olej na płótnie, między 1865-1876, Muzeum Narodowe w Krakowie
- Polowanie z sokołami sułtana Ahmeda III, olej na płótnie, 1873, Muzeum Narodowe w Poznaniu
- Wjazd Mehmeda II do Konstantynopola (1874-1884), olej na płótnie, Muzeum Narodowe w Krakowie
- Studia broni i ubioru do obrazu Wjazd Mehmeda II do Konstantynopola, lata 70. XIX wieku
- Turczynka, olej na tekturze, po 1864, Muzeum Śląskie w Katowicach
- Sułtan Bajazyt w niewoli u Tamerlana (1878)
- Śmierć sułtanki (Uduszenie sułtanki), przed 1879

Studia postaci i sceny rodzajowe:
- Przy bramie miejskiej (1873)
- Turecki wartownik (1880)
- Grajek przed meczetem w Konstantynopolu
- Czas modlitwy

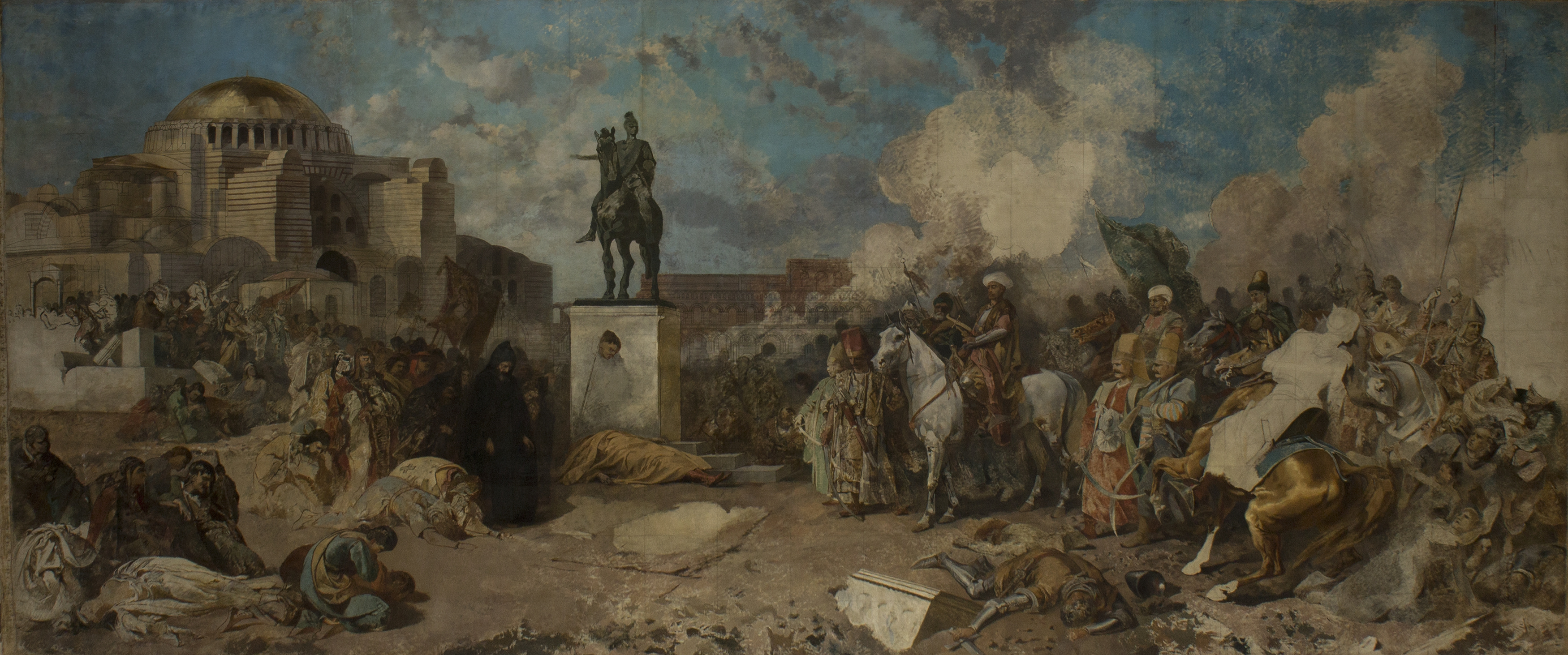
Stanisław Chlebowski, Wjazd Sułtana Mahometa II do Konstantynopola, olej na płótnie, 1874-1884, Muzeum Narodowe w Krakowie
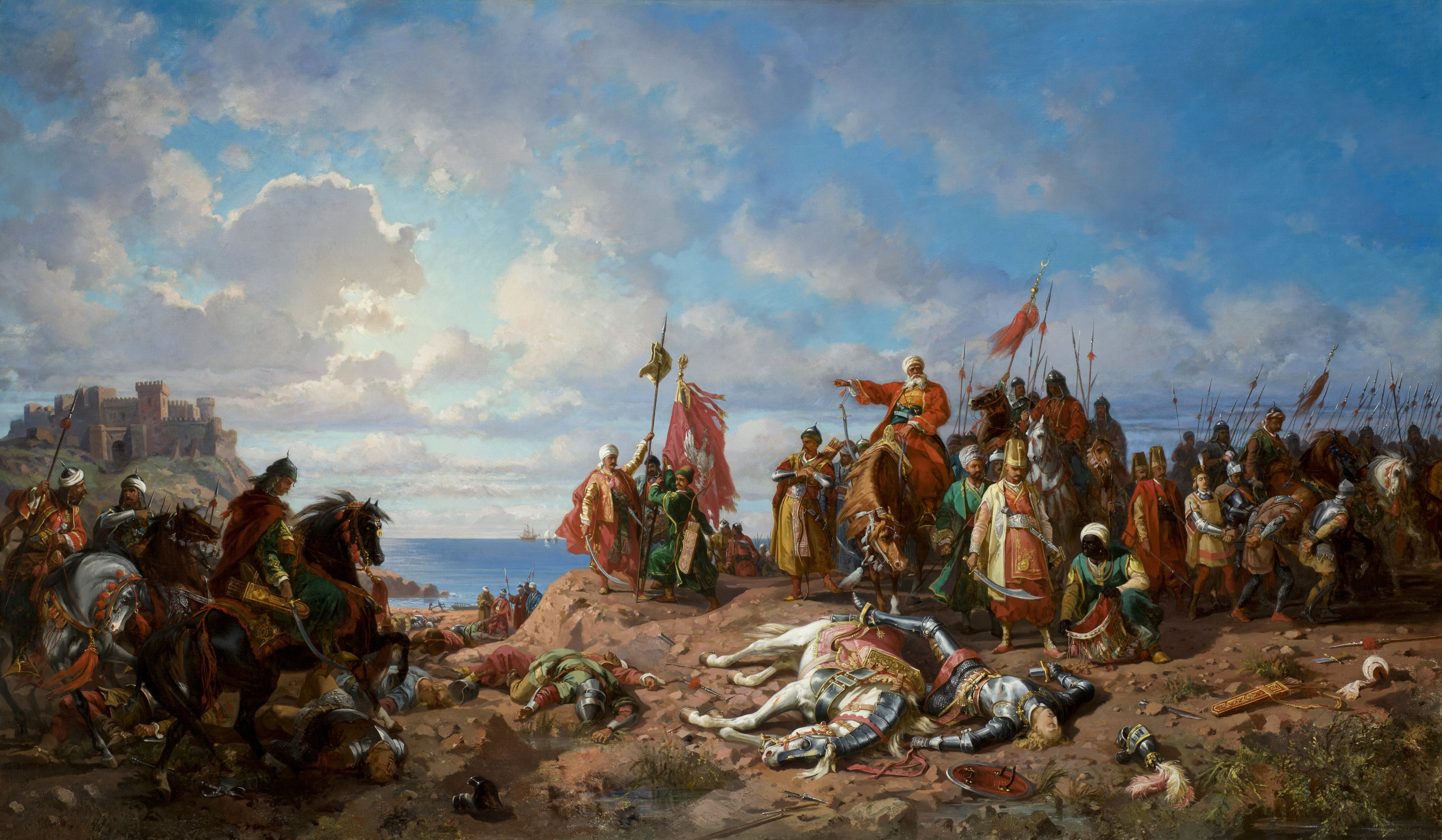
Stanisław Chlebowski, Śmierć Władysława Jagiellończyka pod Warną, olej na płótnie, między 1865-1876, Muzeum Narodowe w Krakowie
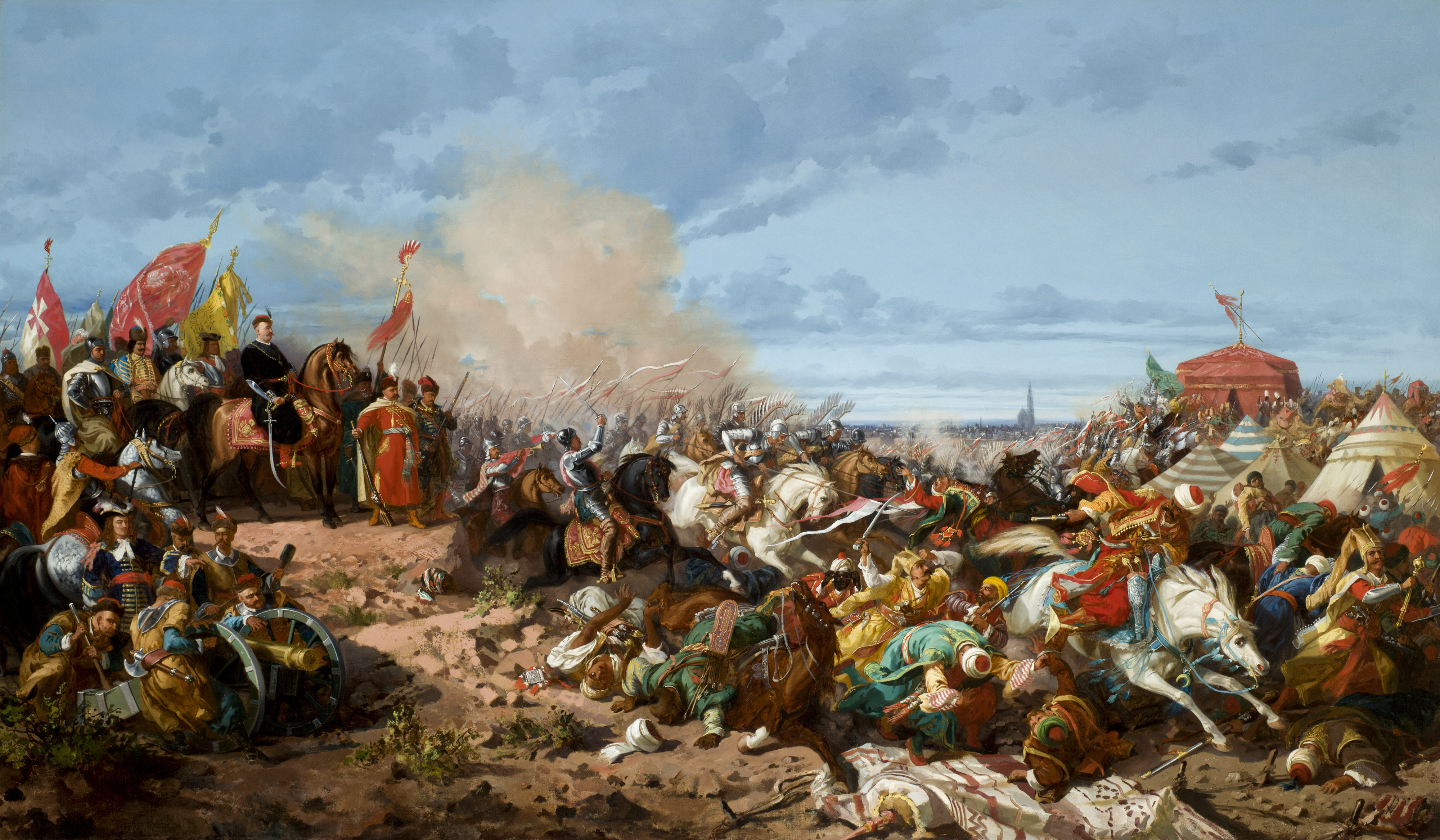
Stanisław Chlebowski, Sobieski pod Wiedniem, olej na płótnie, między 1865-1876, Muzeum Narodowe w Krakowie
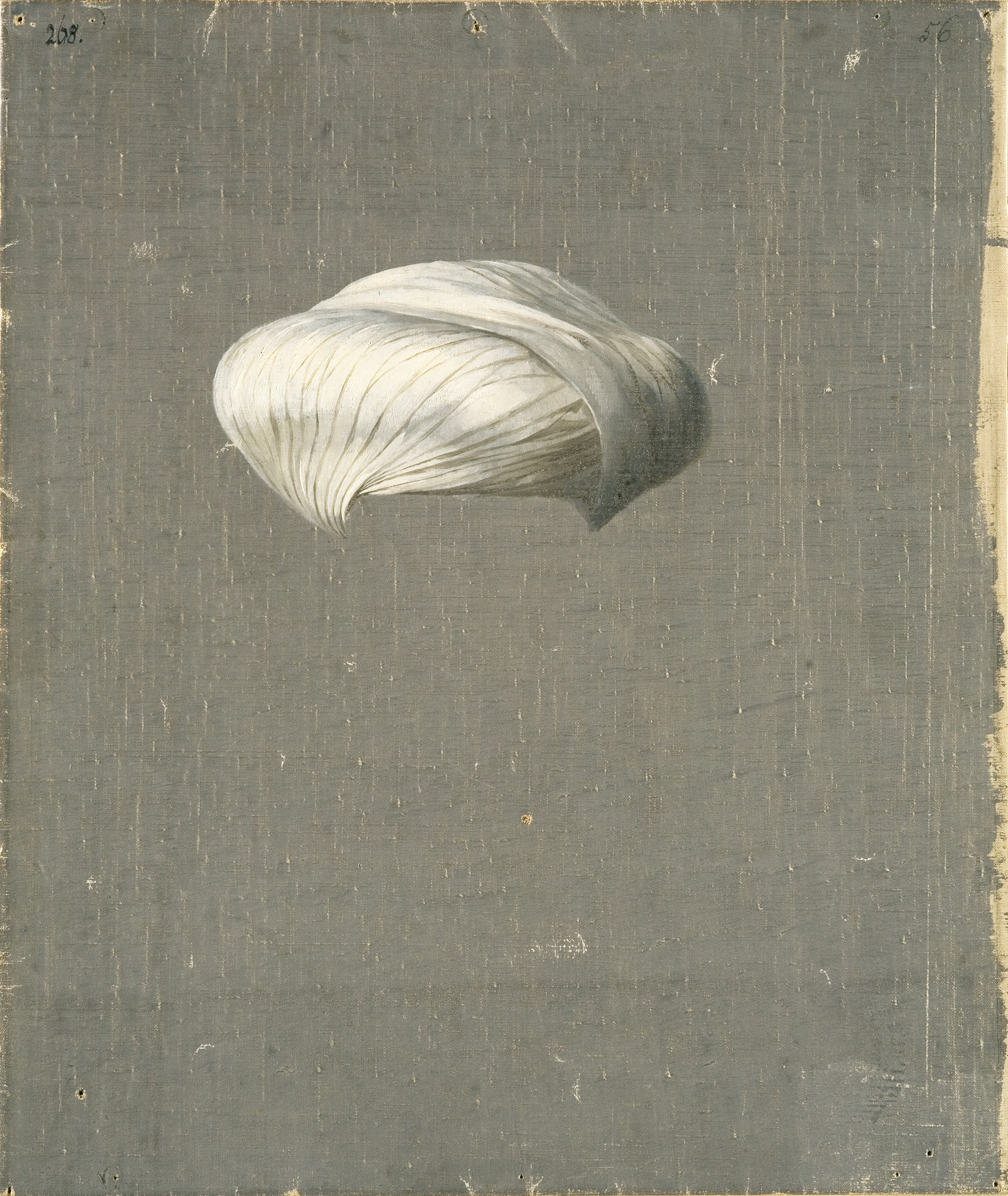
Stanisław Chlebowski, Studium ubioru do obrazu "Wjazd sułtana Mahometa II do Konstantynopola", olej, na płótnie, przed 1874, Muzeum Narodowe w Krakowie
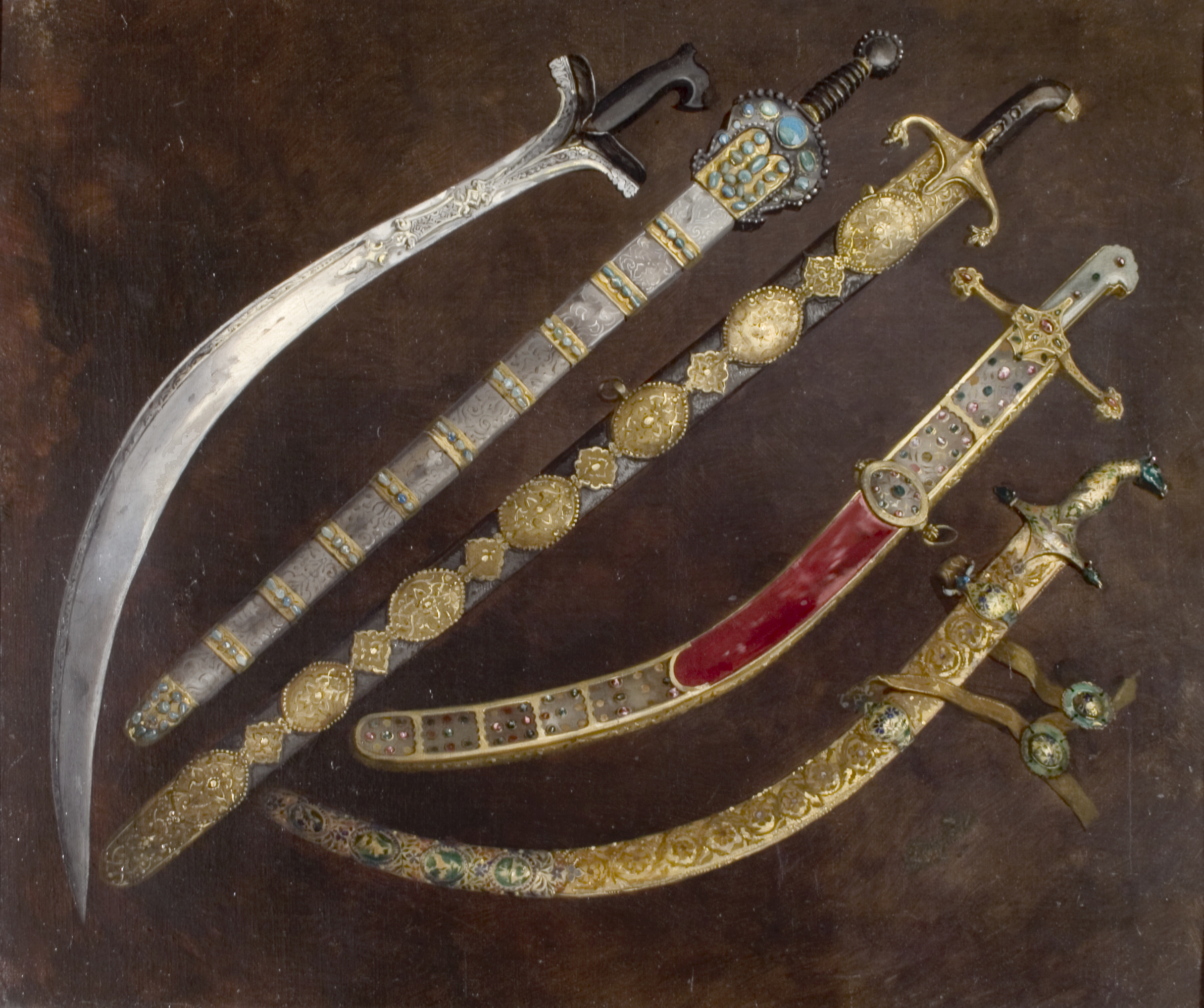
Stanisław Chlebowski, Studium pięciu szabel wschodnich, olej na płótnie, 1879, Muzeum Narodowe w Krakowie
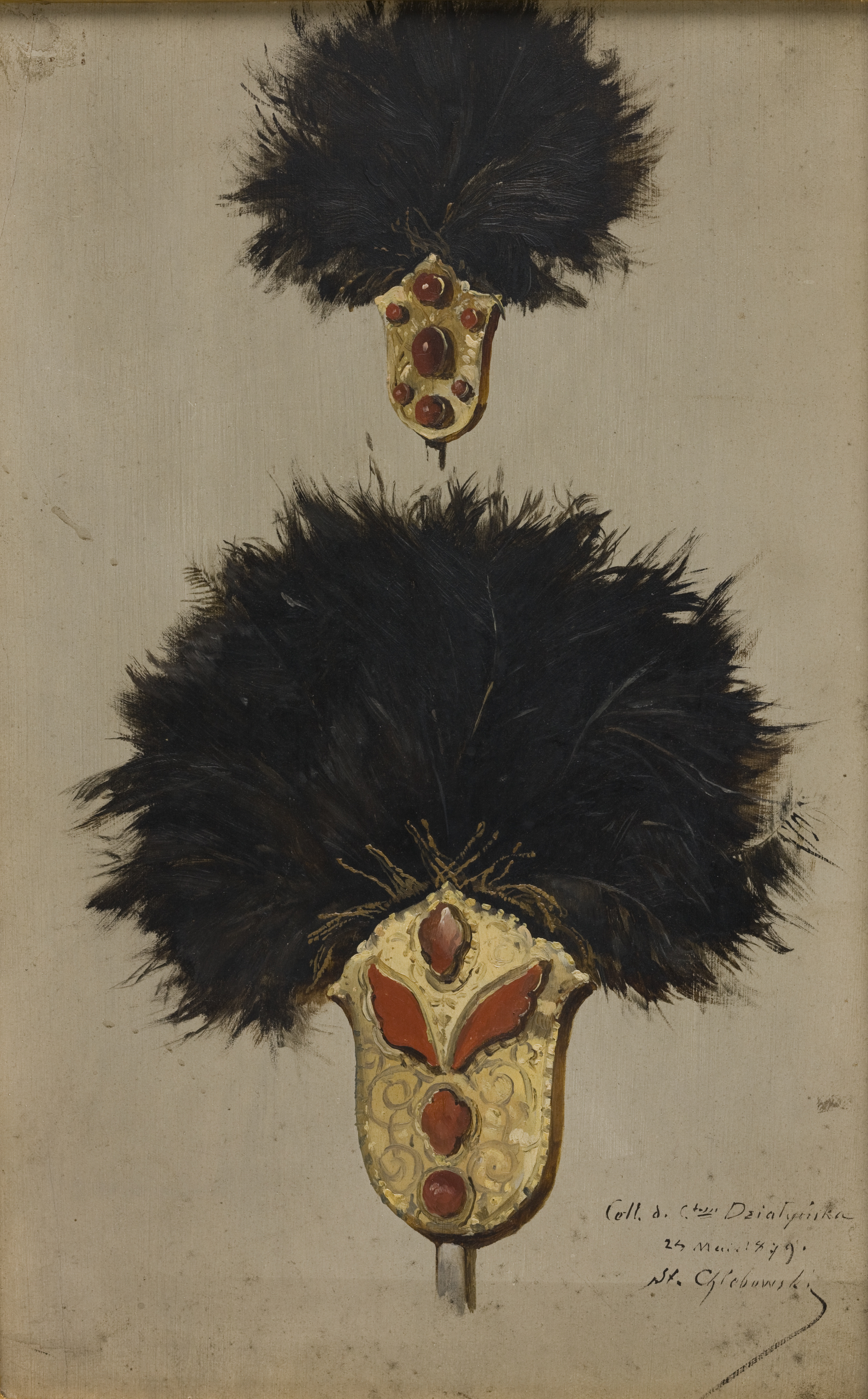
Stanisław Chlebowski, Studium tureckich szkofii do rzędu końskiego, olej, na desce, 1879, Muzeum Narodowe w Krakowie
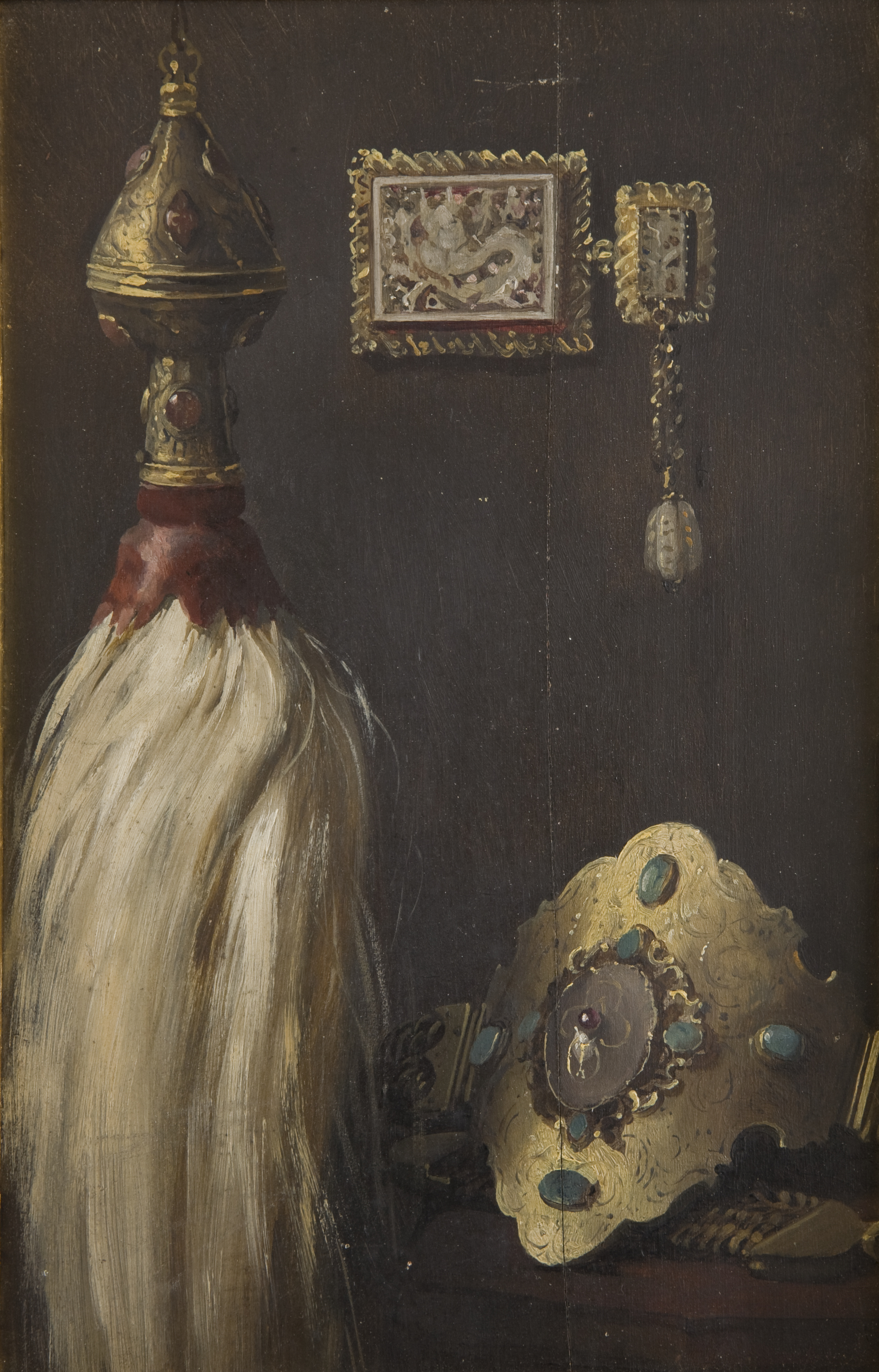
Stanisław Chlebowski, Studium buńczuka i nachrapnika tureckiego, olej na desce, przed 1874, Muzeum Narodowe w Krakowie
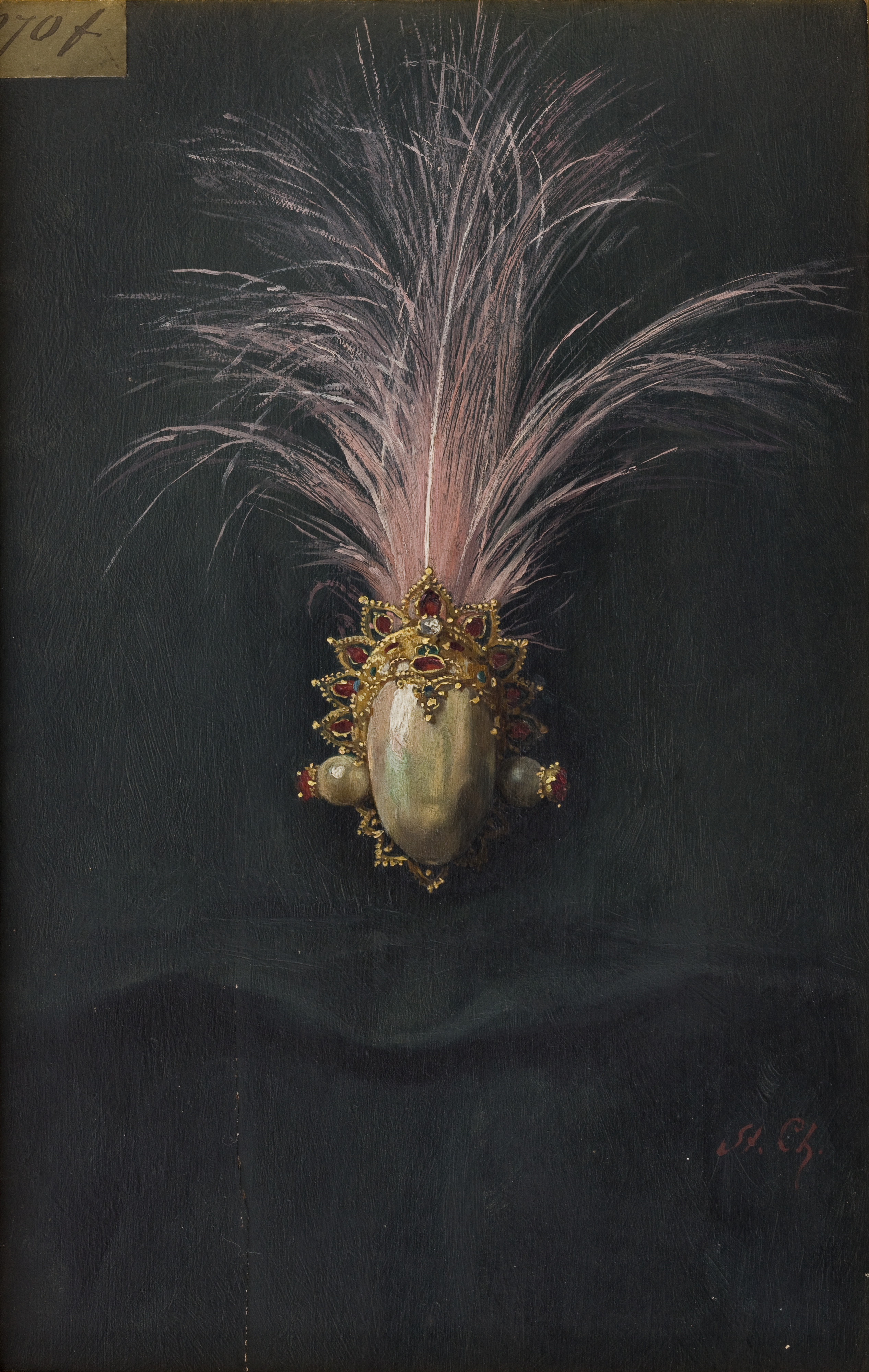
Stanisław Chlebowski, Studium szkofii, olej na desce, około 1879, Muzeum Narodowe w Krakowie
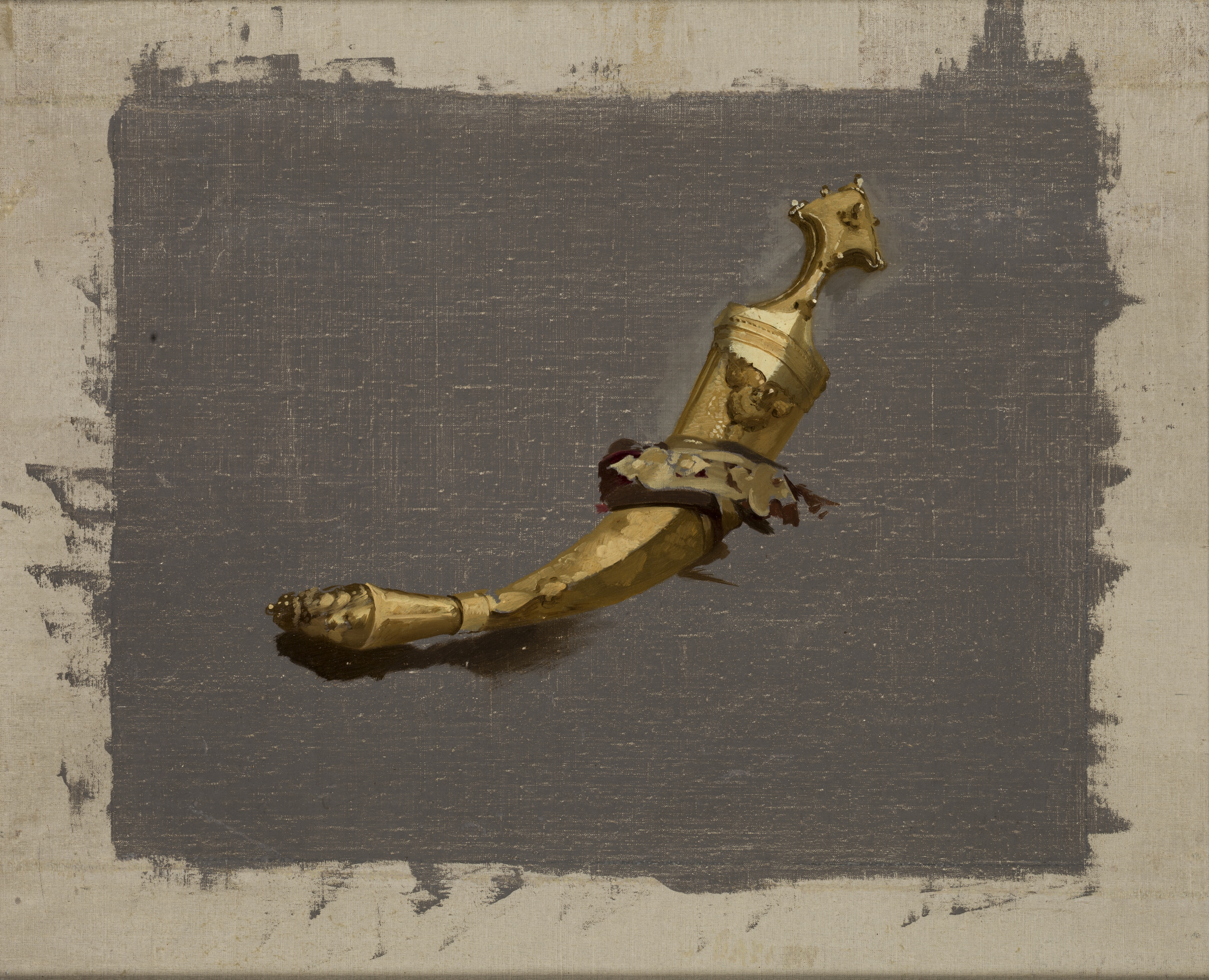
Stanisław Chlebowski, Studium handżaru, olej na płótnie, przed 1874, Muzeum Narodowe w Krakowie
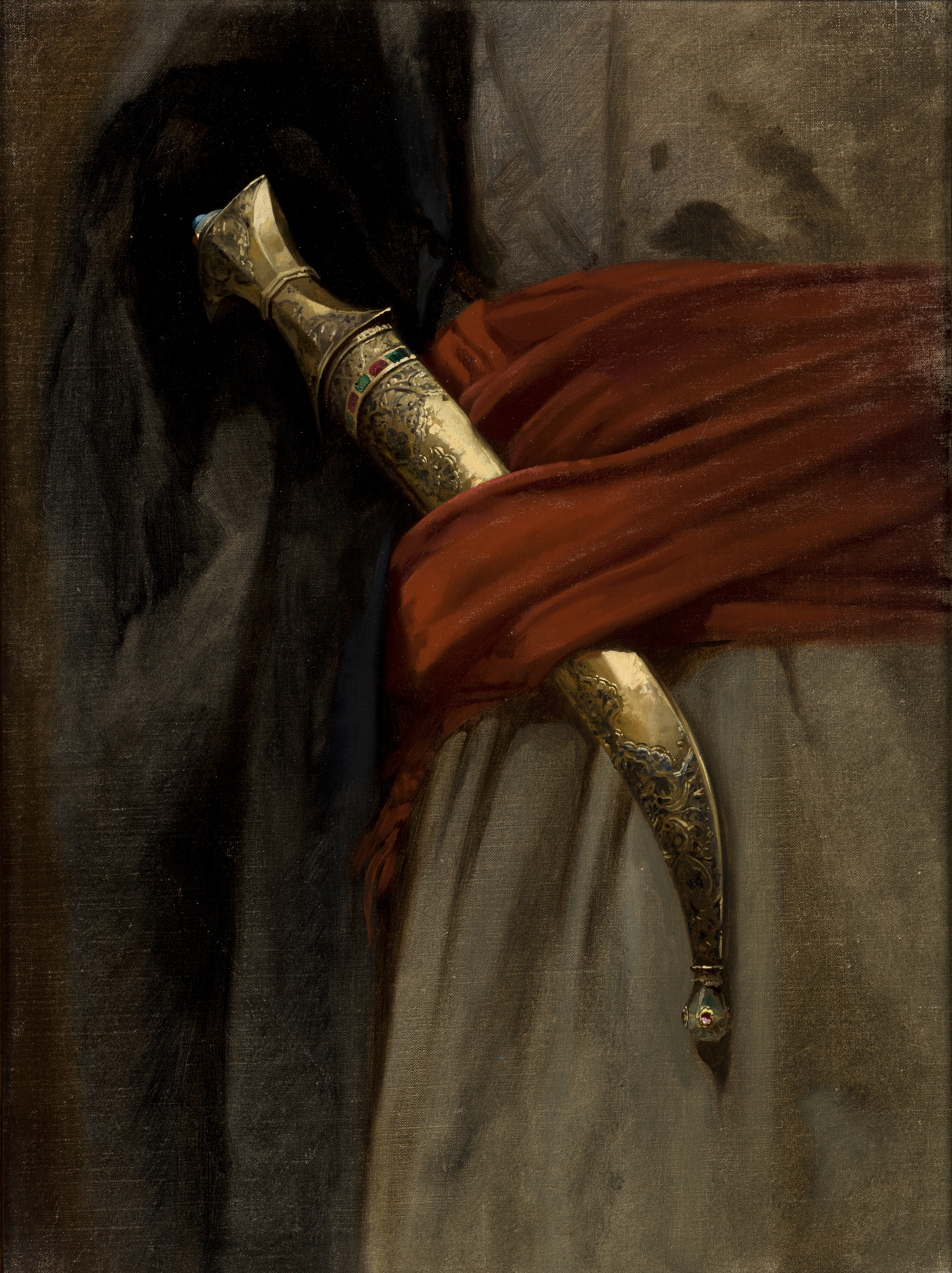
Stanisław Chlebowski, Studium handżaru, olej na płótnie, przed 1874, Muzeum Narodowe w Krakowie
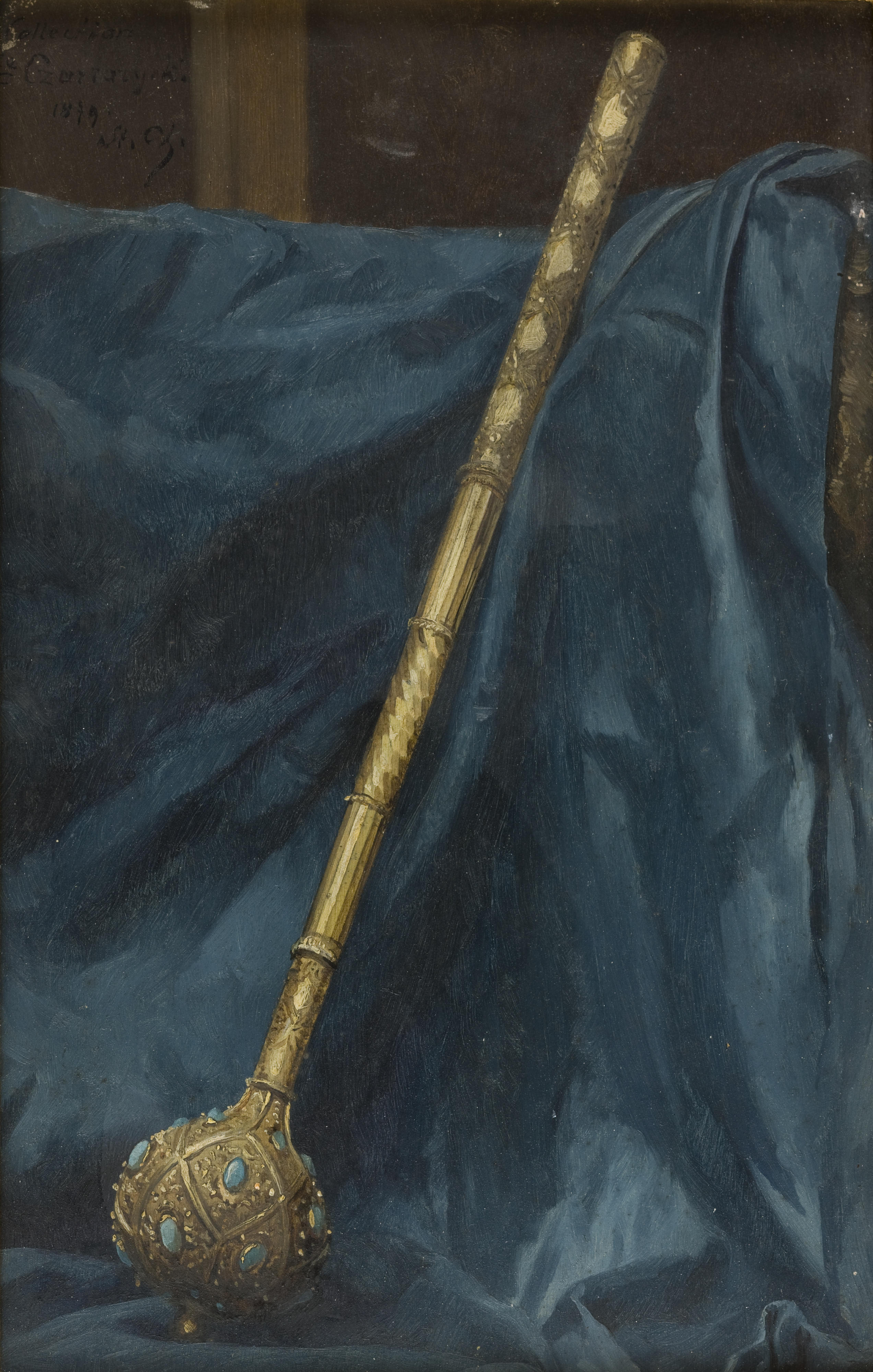
Stanisław Chlebowski, Studium buławy tureckiej z XVII wieku, olej na płótnie, 1879, Muzeum Narodowe w Krakowie
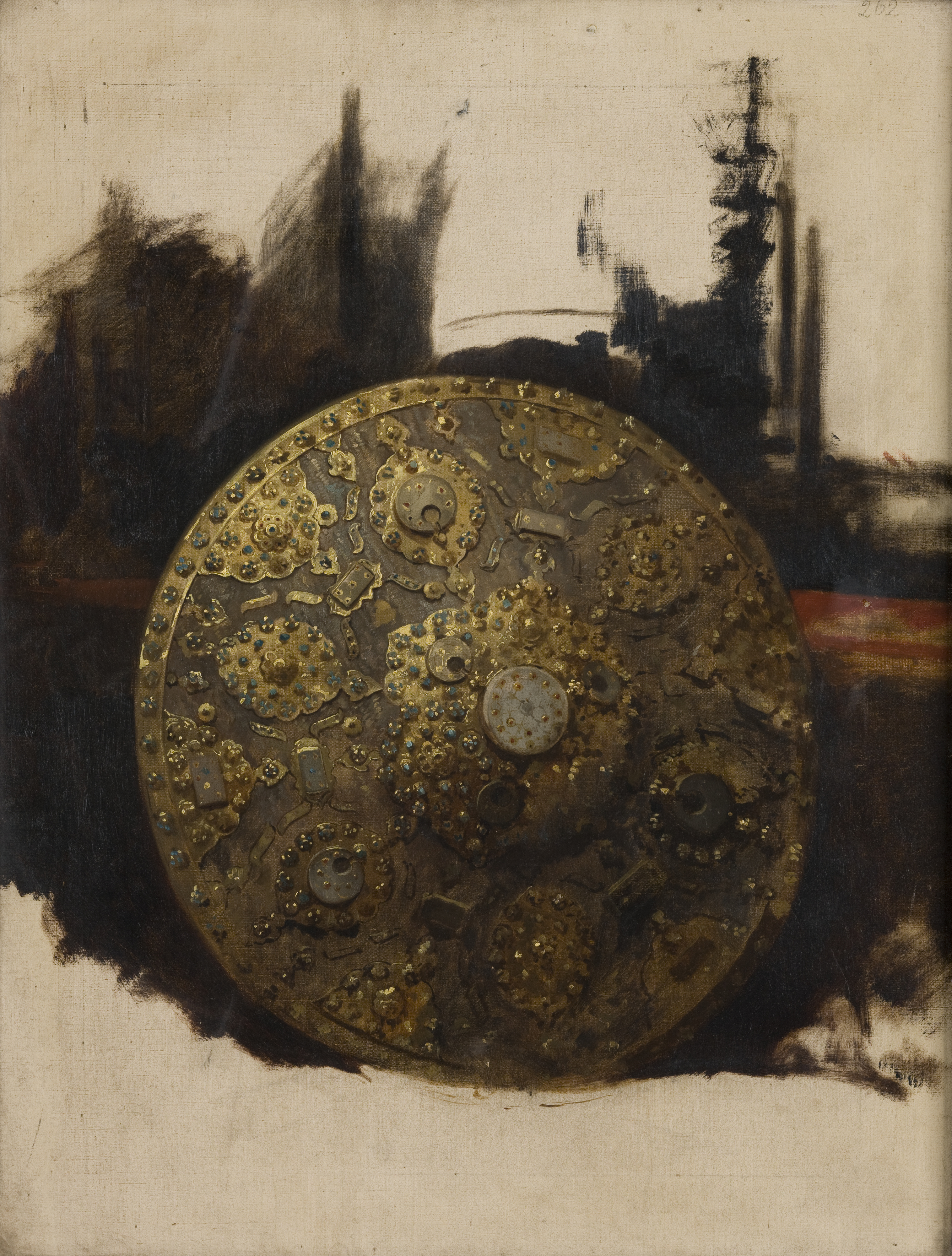
Stanisław Chlebowski, Studium tarczy wschodniej, olej na płótnie, 1879, Muzeum Narodowe w Krakowie
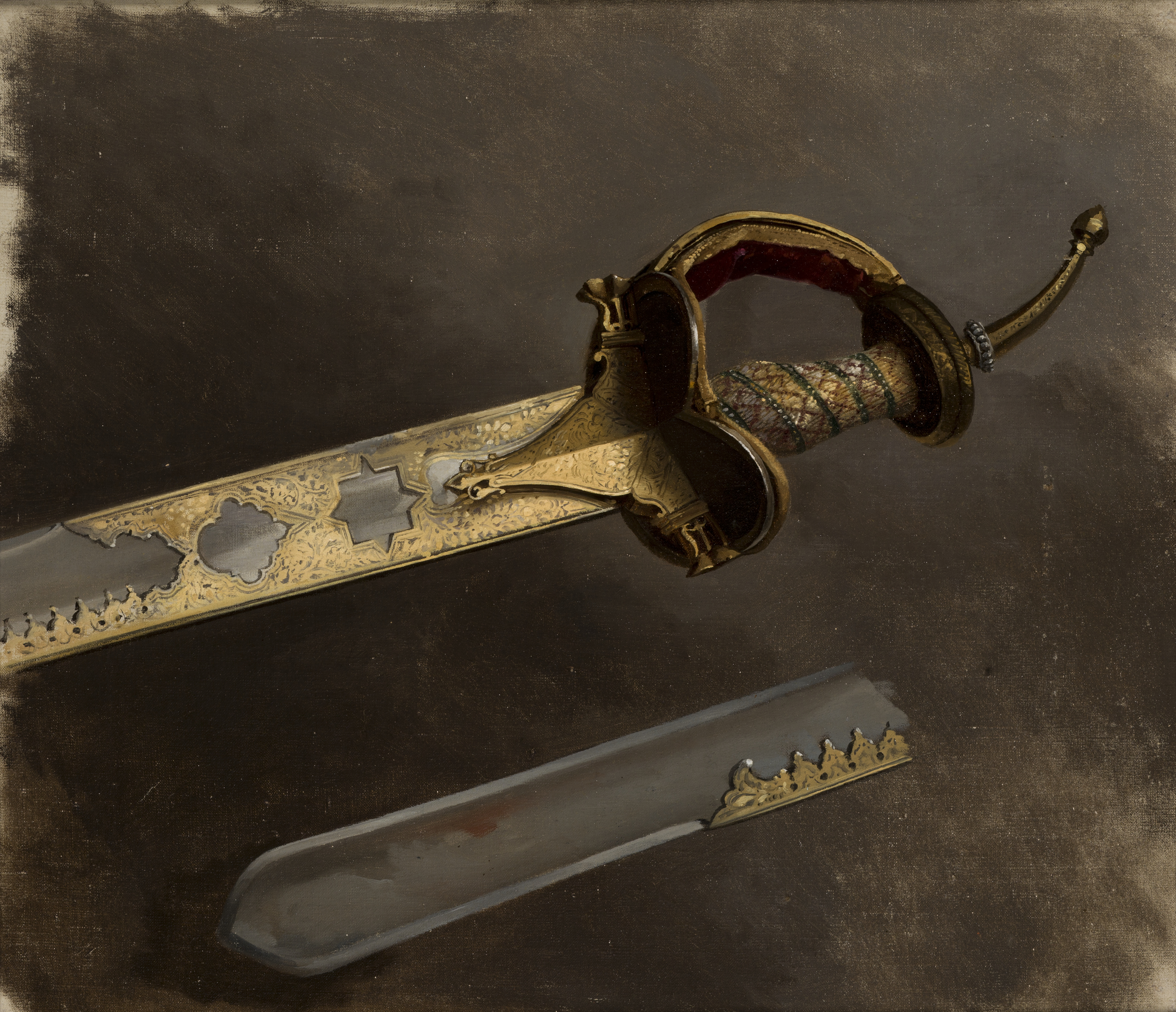
Stanisław Chlebowski, Studium szabli, olej na płótnie, przed 1874, Muzeum Narodowe w Krakowie
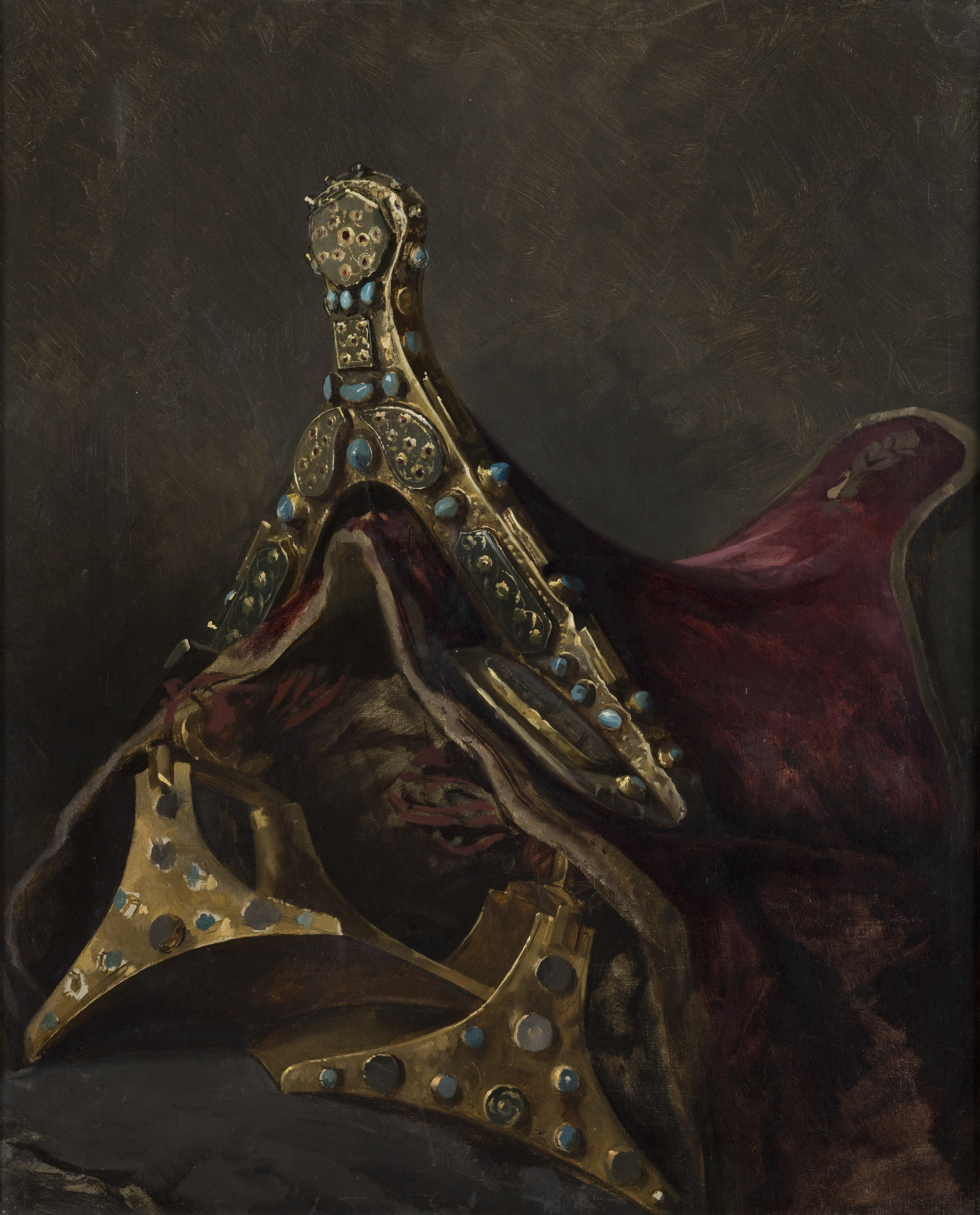
Stanisław Chlebowski, Studium strzemion i kulbaki, olej na płótnie, 1879, Muzeum Narodowe w Krakowie
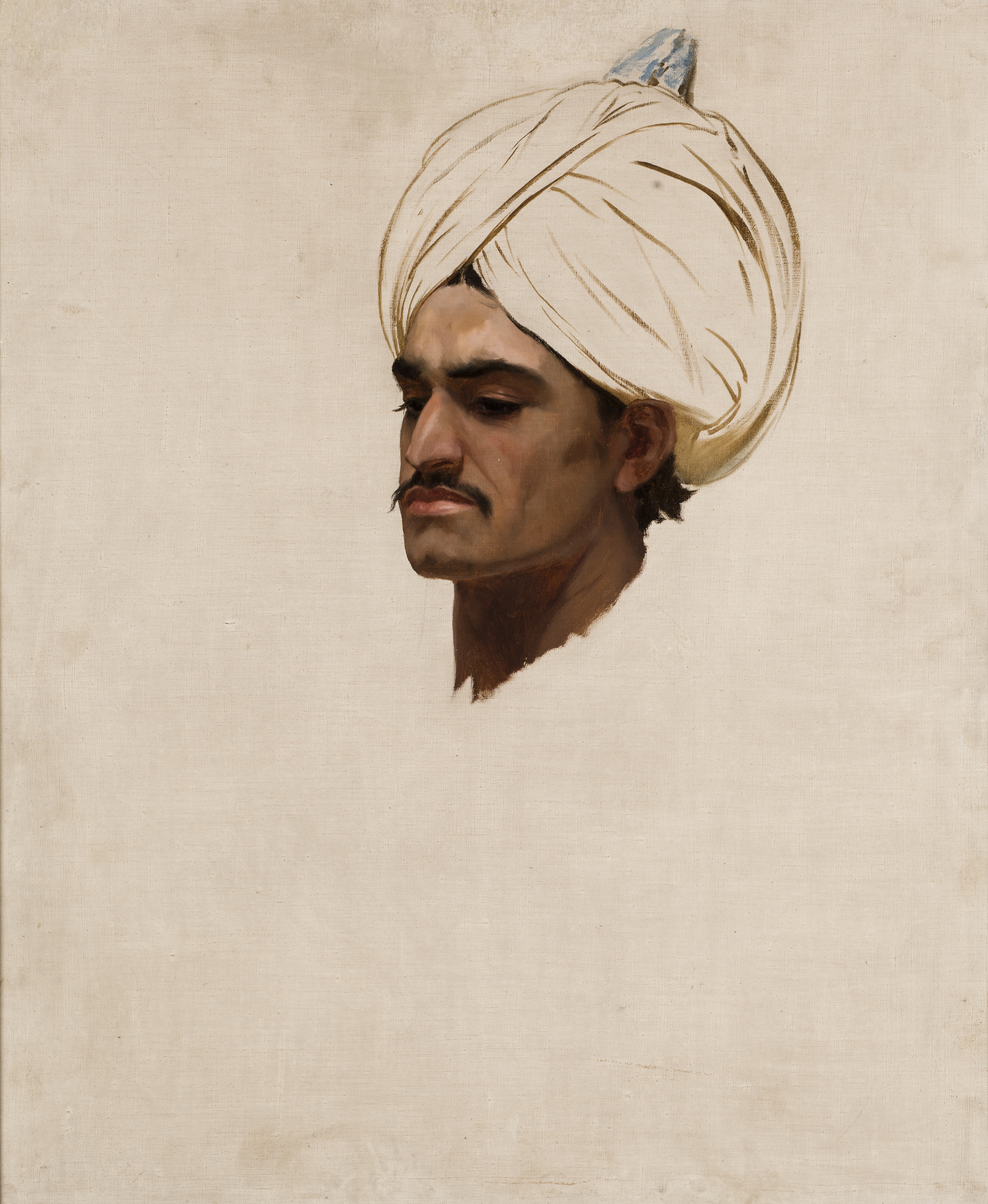
Stanisław Chlebowski, Studium głowy Araba, olej na płótnie, 1865-1876, Muzeum Narodowe w Krakowie
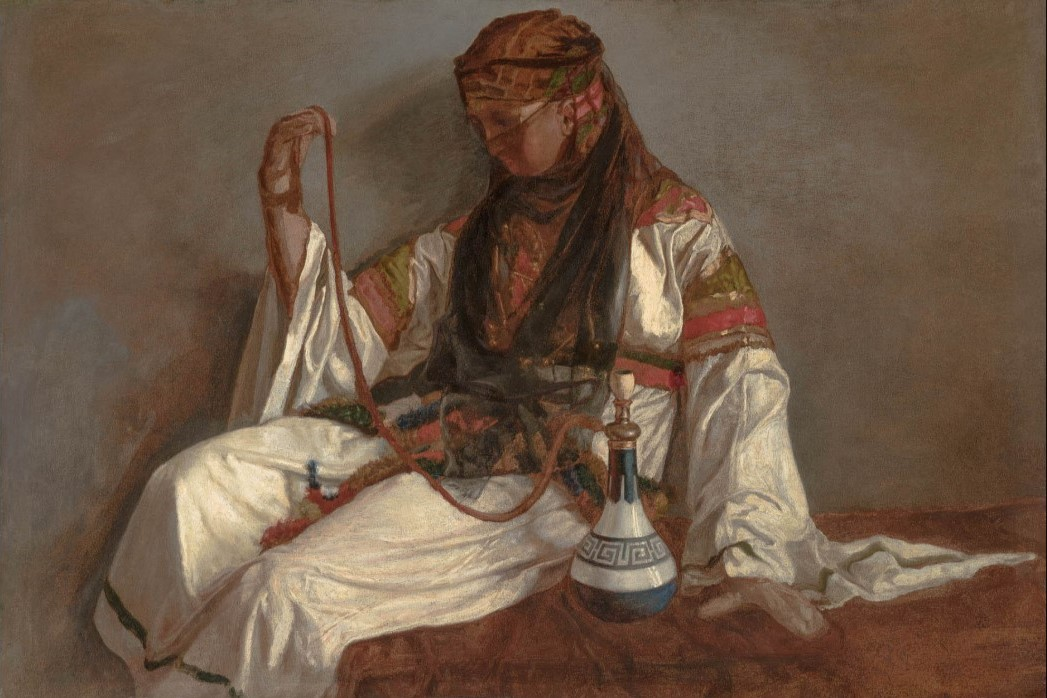
Stanisław Chlebowski, Turczynka, olej na tekturze, po 1864, Muzeum Śląskie w Katowicach